# MiniMini Kołysanki
Mini Mini Kołysanki – to kolejna część składanek z piosenkami dla dzieci, wydawana we współpracy z telewizyjnym kanałem tematycznym dla najmłodszych - MiniMini w 2006 roku.
Kompilacja uzyskała w Polsce status platynowej płyty.

## Lista utworów
1. „Śpij kochanie”
2. „Bajka iskierki”
3. „Kołysanka dla okruszka”
4. „Złotowłosa królewna”
5. „W starym młynie”
6. „Już gwiazdy lśnią”
7. „Śpij laleczko – kołysanka”
8. „Wlazł kotek na płotek”
9. „Siwa chmurka”
10. „Dorotka”
11. „Nie chcę Cię znać”
12. „Słoneczko już...”
13. „Stary niedźwiedź”
14. „Aaa, kotki dwa”